# داروی ترکیبی
داروی ترکیبی یا ترکیبی با دوز ثابت (FDC) دارویی است که شامل دو یا چند ماده فعال ترکیب شده در یک شکل دارویی واحد است.

## داروهای ترکیبی رایج
داروهای بدون نسخه:
- دیمن هیدرینات (۸-کلروتئوفیلین/دیفن‌هیدرامین) — برای درمان بیماری حرکت و حالت تهوع استفاده می‌شود.
- گلوکز/فروکتوز/اسید فسفریک — یک داروی ضد استفراغ که برای از بین بردن حالت تهوع و استفراغ مصرف می‌شود.

داروهای تجویزی:
- آدرال (دکستروآمفتامین سولفات/ آمفتامین سولفات/دکستروآمفتامین ساکارات/آمفتامین آسپارتات مونوهیدرات) – جهت درمان اختلال کم‌توجهی بیش‌فعالی (ADHD) و حمله خواب.
- آسپرین/استامینوفن/ کافئین — درمان درد، به ویژه سردرد تنشی و میگرن
- کافئین/ارگوتامین — درمان سردرد، مانند سردرد میگرنی.
- Nirmatrelvir/ritonavir (Paxlovid) - مجوز استفاده اضطراری (EUA) توسط سازمان غذا و داروی ایالات متحده (FDA) برای درمان و مدیریت COVID-19 اعطا شده است.